# Émile Henricot
Pour les articles homonymes, voir Henricot.
Émile Édouard Henricot, né le 29 janvier 1838 à Ham-sur-Sambre et décédé le 1er mars 1910 à Alexandrie (Égypte) fut un homme politique belge libéral wallon.
Il fut ingénieur et industriel, fondateur des Usines Émile Henricot. 
Il fut élu conseiller communal de Court-Saint-Étienne et conseiller provincial de la province de Brabant, dont il fut élu sénateur provincial.
Il a obtenu le grade d'ingénieur des Mines (1863) à l'Université de Liège. Il a exercé successivement les rôles suivants :
- Ingénieur aux Ateliers de Nivelles (1864),
- Ingénieur aux Ateliers de Morlanwelz (1865),
- Administrateur-directeur des Forges, Fonderie, Platinerie et Emaillerie de Court-Saint-Etienne (1865-1885),
- Propriétaire des Forges de Court St Etienne, rebaptisées 'Usines Emile Henricot de Court-Saint-Etienne' (1885-1910). À sa mort le personnel comptait plus de 1000 personnes. L'entreprise a été fermée en 1984.

Henricot en parallèle eût les activités suivantes : 
- Administrateur de la s.a. des Glaces d'Auvelais,
- Administrateur de la s.a. des Forges d'Aiseau,
- Major de la garde civile de Floreffe,
- Cofondateur de la Société belge des ingénieurs et des industriels,
- Président du Syndicat de la Bourse des métaux et Charbons,
- Président de la Caisse de Secours de Court-Saint-Etienne,
- Administrateur de la Société des eaux arsenicales de Court-Saint-Étienne,  (1880-1911)
- Membre de la Loge maçonnique "Les Amis philanthropes" n° 2 à Bruxelles.

## Généalogie
- Son père, Alexis et grand père Norbert furent tous deux bourgmestres de Ham-sur-Sambre.
- Il épousa en 1868 Anne Rucquoy (1851-1929).
  - Ils eurent 4 enfants : deux décédés jeunes, Ferdinand (1871-1933) et Paul (1873-1948).

### Peintures murales
Les usines fondées par Émile Henricot sont abondamment représentées sur les peintures murales qui ornent depuis 2023 le mur de briques qui borde le Parc à Mitrailles à l'est, des fresques qui représentent non seulement les usines et leurs activités sidérurgiques mais également le village de Court-Saint-Étienne, l'église Saint-Étienne, la gare de Court-Saint-Étienne et la ligne de chemin de fer.

Les usines Henricot et leurs activités, représentées sur les peintures murales du Parc à Mitrailles
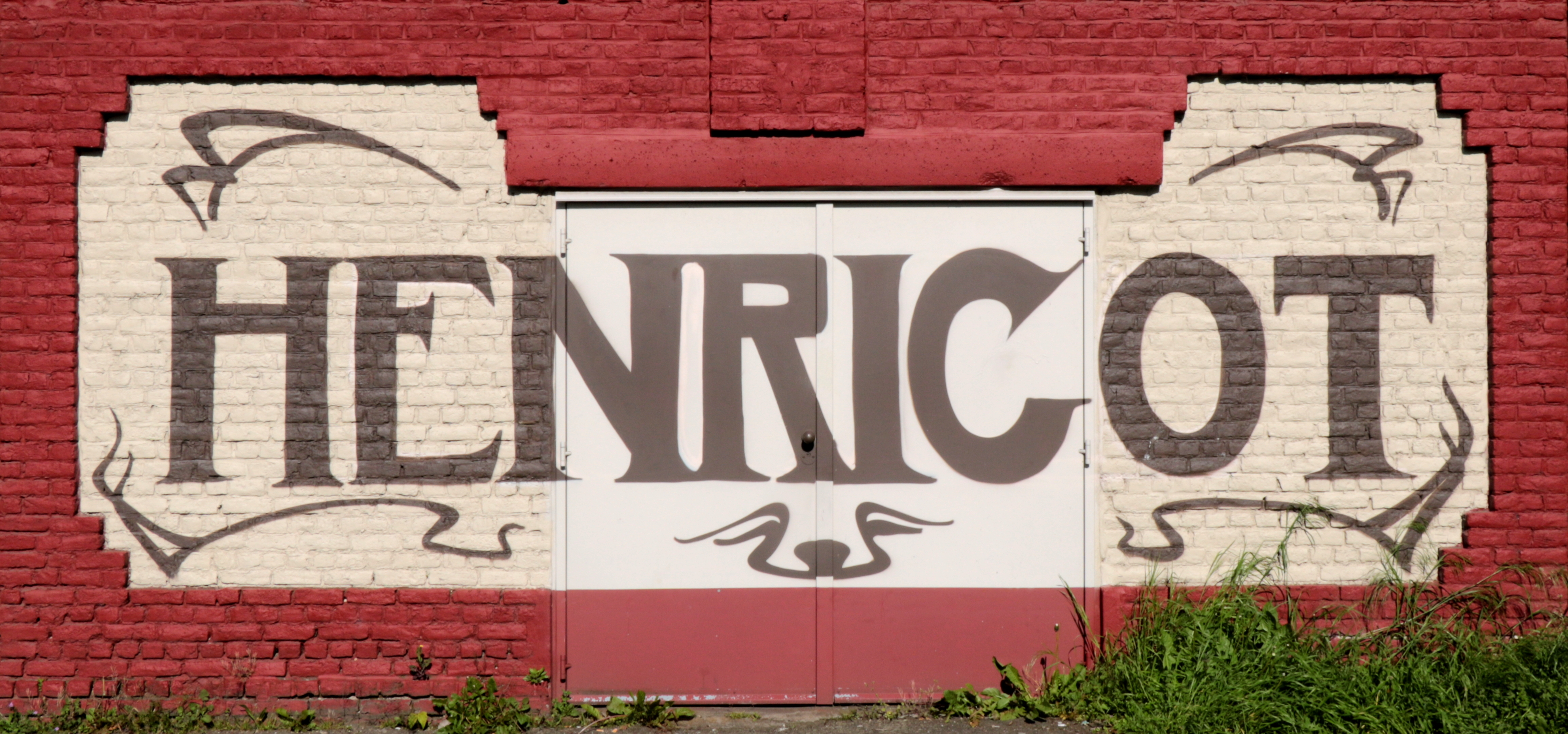
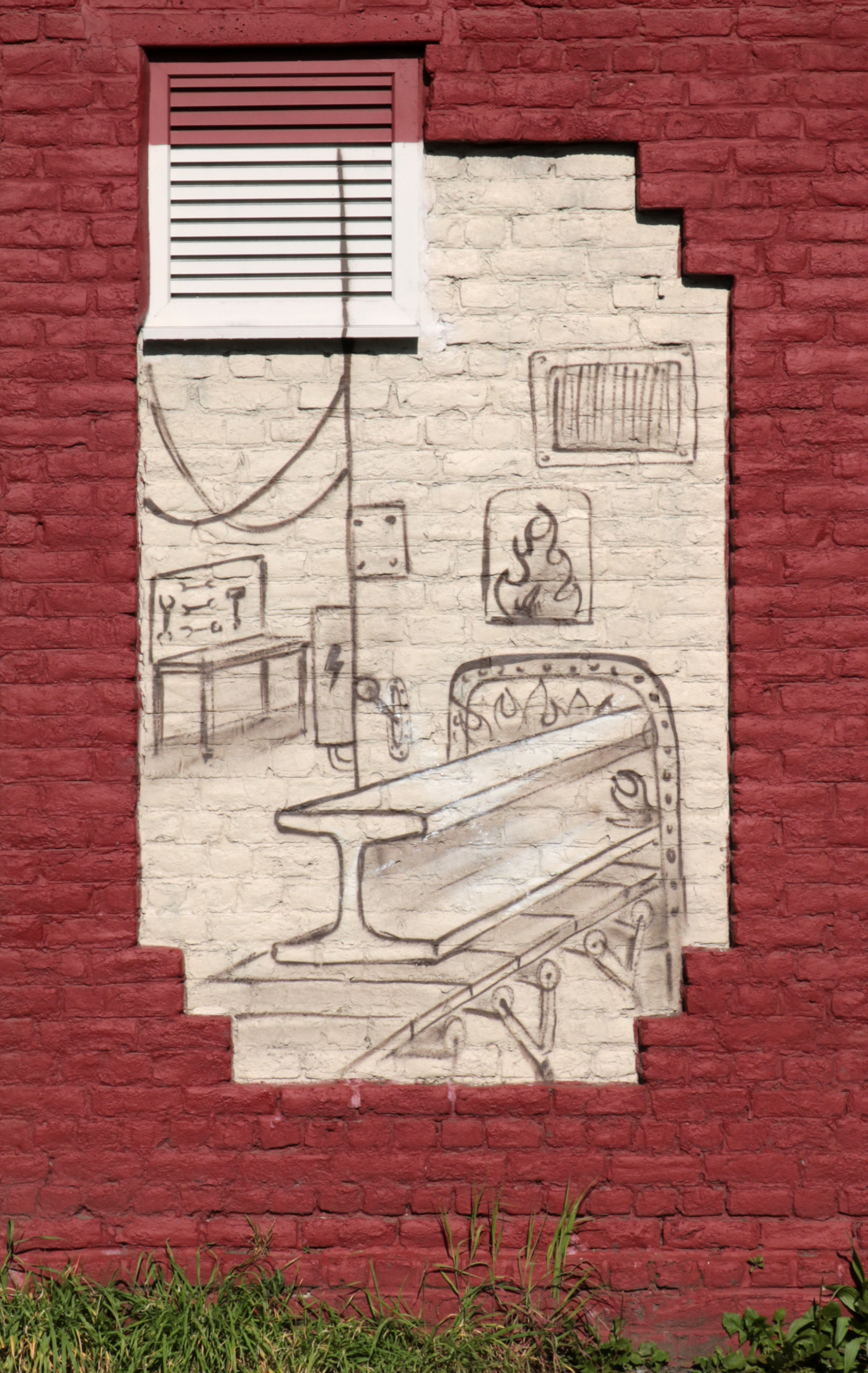
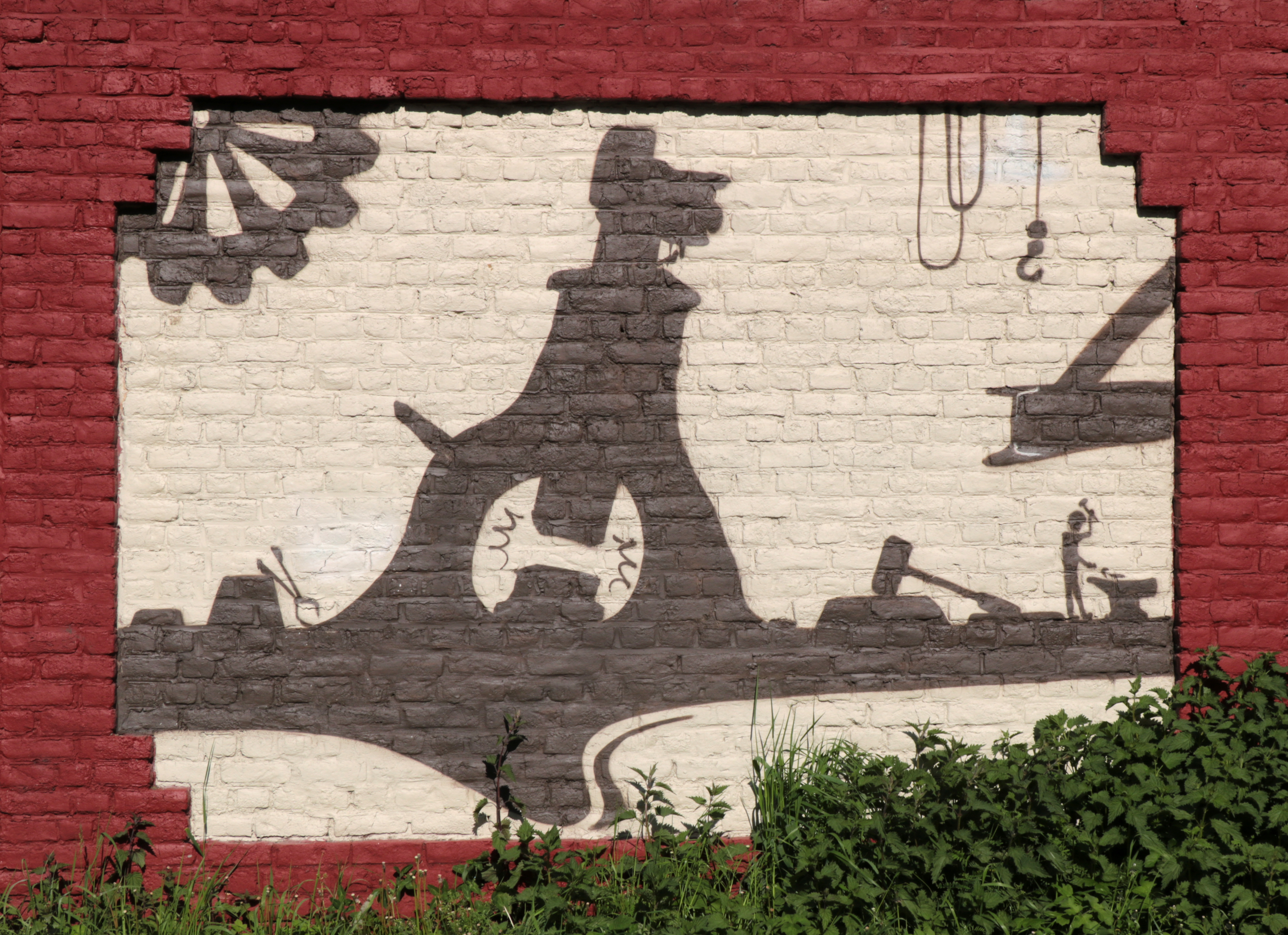
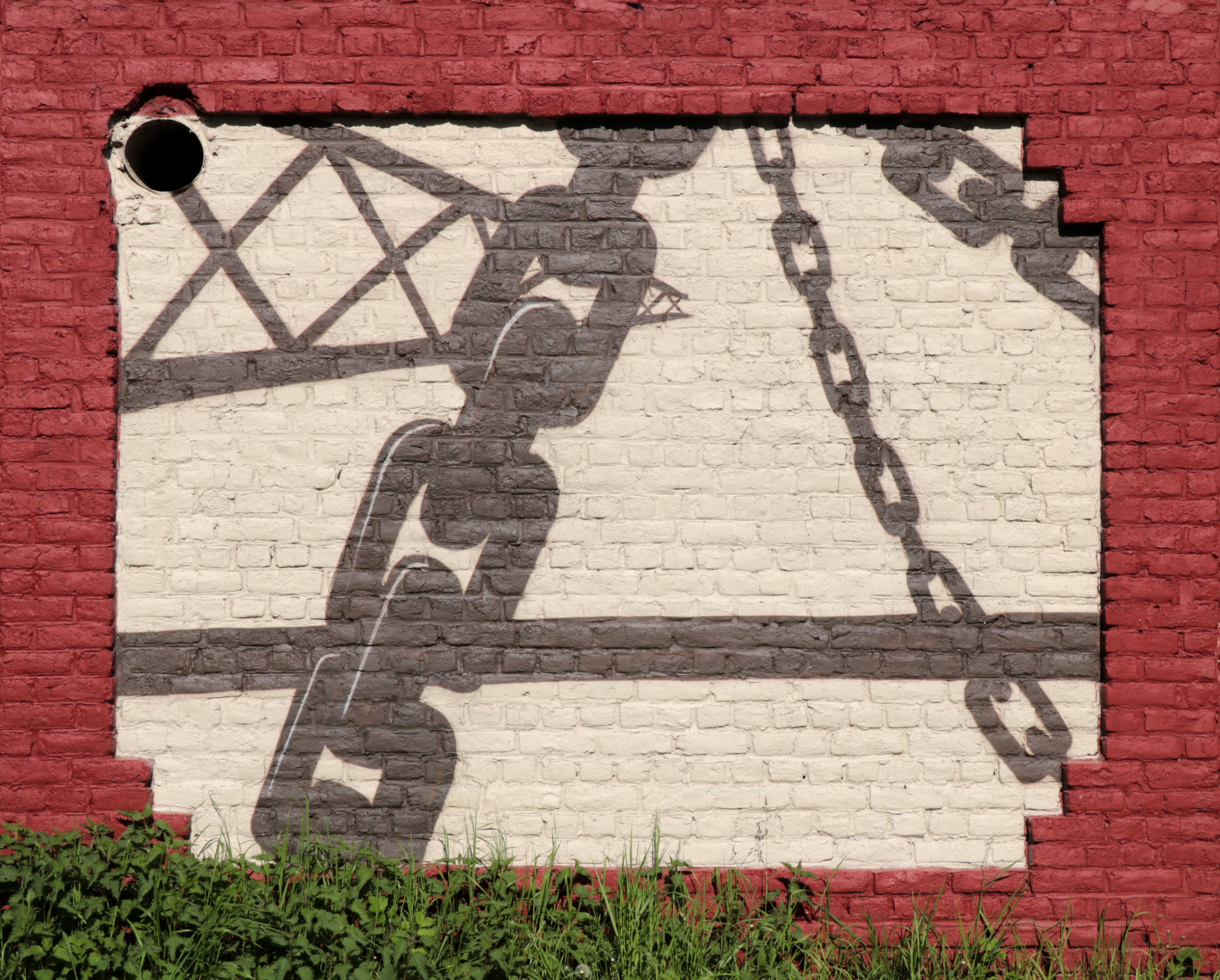

## Sources
- Liberaal Archief